# ضریب
ضریب (به انگلیسی: Coefficient) در ریاضیات یک عامل ضربی در برخی از جمله‌های یک عبارت ریاضی است که معمولاً یک عدد است. یک ضریب گاه همراه با هیچ متغیری نیست.
مثلاً در عبارت:
{\displaystyle \,7x^{2}-3xy+1.5+y}
سه جملهٔ اول به ترتیب دارای ضرایب 7، 3- و 1.5 هستند. جملهٔ سوم دارای متغیری پنهان (با توان صفر) است که ثابت نیز نامیده می‌شود. جملهٔ چهارم دارای هیچ ضریب صریحی نیست، گرچه می‌توان 1 را ضریب آن دانست.
ضریب بجای عدد می‌تواند پارامتر باشد. در
{\displaystyle \,ax^{2}+bx+c}
a ضریب {\displaystyle \,x^{2}} و b ضریب {\displaystyle \,x} و c ثابت است.
برخی از ضریب‌های مهم در فیزیک:
- ضریب اصطکاک
- ضریب نفوذ
- ضریب انبساط حرارتی
- ضریب تمرکز تنش
- ضریب انبساط حجمی
- ضریب تراکم‌پذیری همدما

## ضریب پیشگام
ضریب پیشگام در جبر خطی، به نخستین درایهٔ غیرصفر سطر یک ماتریس گفته می‌شود. برای نمونه اگر ماتریس M به صورت زیر تعریف شده باشد:
{\displaystyle M={\begin{pmatrix}1&2&0&6\\0&2&9&4\\0&0&0&4\\0&0&0&0\end{pmatrix}}}
آنگاه ضریب پیشگام سطر نخست ۱، ضریب پیشگام سطر دوم ۲ و سطر سوم ۴ است. سطر چهارم ضریب پیشگام ندارد.